# Könchok Jiatso
Könchok Jiatso is een Tibetaans tibetoloog.
Könchok Jiatso studeerde Tibetaanse talen in China en in 2000-01 bestudeerde hij het gebruik van digitale technologie en bewerking aan de Universiteit van Virginia in de VS.
Jiatso is als professor Tibetaanse talen verbonden aan de Tibet Academy of Social Sciences (TASS), een deelinstituut van de Tibet-universiteit in Lhasa. Hij is de leidende partner vanuit TASS voor de Tibetan and Himalayan Library. Voor dit project creëert hij audiovisueel materiaal voor instructies en documentatie van Tibetaanse muziek. Hij is afkomstig uit Amdo en over deze regio maakte hij culturele documentatie in de vorm van fotografie en video.

## Projecten
- Lhasa Regioproject, verbonden als wetenschapper
- Project voor behoud van levende tradities en Tibetaanse folkmuziek, veldonderzoek
- Tibetaanse Taal, Learning Resources, wetenschappelijk veldwerk naar dialecten in afgelegen gebieden.